# Frank E. Smith

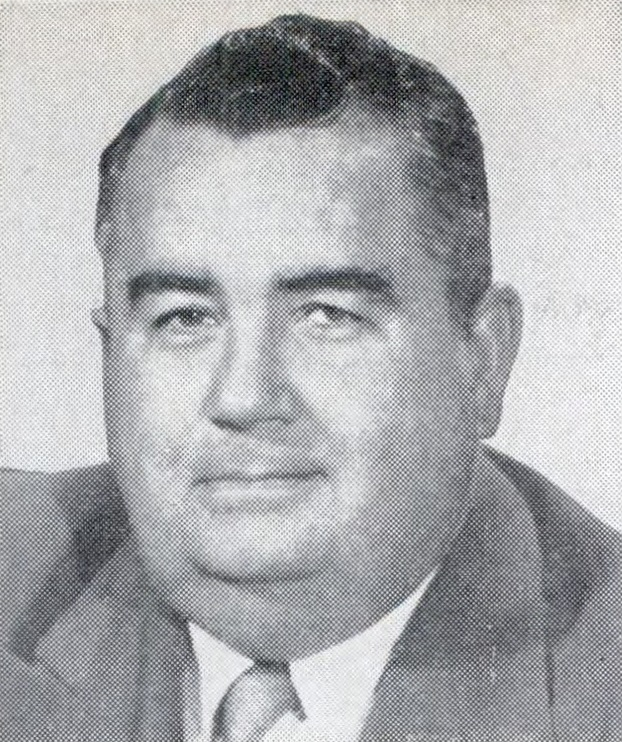
Frank E. Smith, 1961

Frank Ellis Smith (* 21. Februar 1918 in Sidon, Leflore County, Mississippi; † 2. August 1997 in Jackson, Mississippi) war ein US-amerikanischer Politiker und vertrat den Bundesstaat Mississippi als Abgeordneter im US-Repräsentantenhaus.

## Werdegang
Frank Ellis Smith wurde am 21. Februar 1918 in Sidon, Leflore County, Mississippi geboren. Er besuchte die öffentlichen Schulen von Sidon und Greenwood, Mississippi. Danach graduierte er 1936 an dem Sunflower Junior College in Moorhead, Mississippi und 1941 an der University of Mississippi.
Während des Zweiten Weltkriegs verpflichtete er sich als Private am 9. Februar 1942 in der United States Army. Anschließend absolvierte er die Field Artillery Officers Candidate School. Danach diente er in Europa mit dem Dienstgrad eines Kapitän in dem 243. Artilleriebataillon, 3. Armee. Am 13. Februar 1946 wurde er im Dienstgrad eines Majors der Feldartillerie in die Reserve entlassen.
Nachdem er aus der Armee entlassen worden war, arbeitete er als leitender Redakteur des Greenwood Morning Star zwischen 1946 und 1947. Des Weiteren studierte er 1946 an der American University in Washington, D.C.
Smith war zwischen 1947 und 1949 Assistent von US-Senator John Stennis. Anschließend war er Mitglied von Mississippis Senat von 1948 bis 1950. Danach wurde er als Demokrat in den zweiundachtzigsten und die fünf nachfolgenden Kongresse gewählt. Seine Amtszeit belief sich vom 3. Januar 1951 bis zu seinem Rücktritt am 14. November 1962. Er kandidierte 1962 für den achtundachtzigsten Kongress, aber scheiterte.
In seiner Amtszeit im Kongress war er 1956 an der Verfassung des Southern Manifesto beteiligt, das sich gegen die Rassenintegration an öffentlichen Einrichtungen aussprach.
Smith war vom 14. November 1962 bis 18. Mai 1972 Mitglied des Aufsichtsrates von Tennessee Valley Authority. Anschließend arbeitete er als Direktor von Illinois staatlichen, höheren Lehranstalt 1973 und 1974. Danach war er als Gastprofessor des Virginia Polytechnic Institute zwischen 1977 und 1979 tätig. Er war auch als Special Assistant von Mississippis Gouverneur William Winter zwischen 1980 und 1983 tätig. Danach wählte man ihn 1984 als Life Fellow in den Southern Regional Council.
Frank Ellis Smith verstarb am 2. August 1997 in Jackson, Mississippi.